# Cimatolege
Cimatolege (en grec antic Κυματολήγη) va ser segons la mitologia grega, una de les cinquanta Nereides, filla de Nereu, un déu marí fill de Pontos, i de Doris, una nimfa filla d'Oceà i de Tetis, que cita Hesíode quan dona una llista de nereides.
Hesíode diu que Cimatolege, juntament amb les seves germanes Cimòdoce i Amfitrite (de formosos turmells) aturen amb facilitat les onades i les bufades dels vents tempestuosos.